# Vizcondado de Valdelobos
El Vizcondado de Valdelobos fue un título nobiliario español otorgado, con naturaleza de Vizcondado previo, en 1711, por el rey Felipe V, a favor de Antonio de Sanguineto y Zayas, por sus méritos como Capitular en Madrid.
Por su naturaleza de vizcondado previo, el título revirtió a la Corona cuando se le entregó a su titular la merced hereditaria y perpetua de marqués de San Antonio de Mira al Río, el 28 de agosto de 1711.